# Capa de tuna

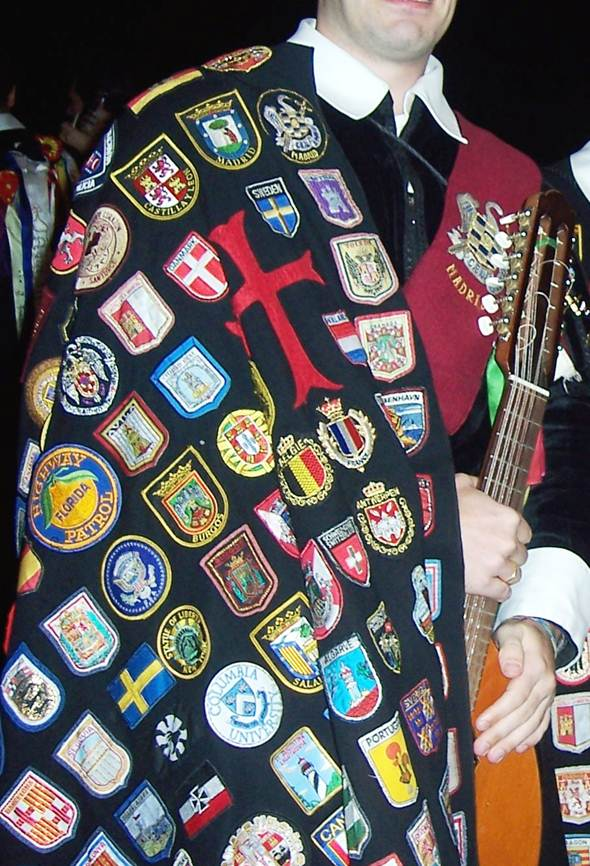
Capa de tuno.

La capa de tuna es una prenda de color negro (su tejido puede ser desde paño hasta algodón) que se porta cubriendo un hombro solamente siendo anudado por debajo del brazo del hombro contrario siguiendo la costumbre medieval. En una capa de la tuna se refleja toda la vida tunantesca del individuo.
Hay quien añade raso en el interior del mismos color que la beca de tuna; otros llevan la capa como si fuera una capa española convencional, cubriendo por tanto ambos hombros.

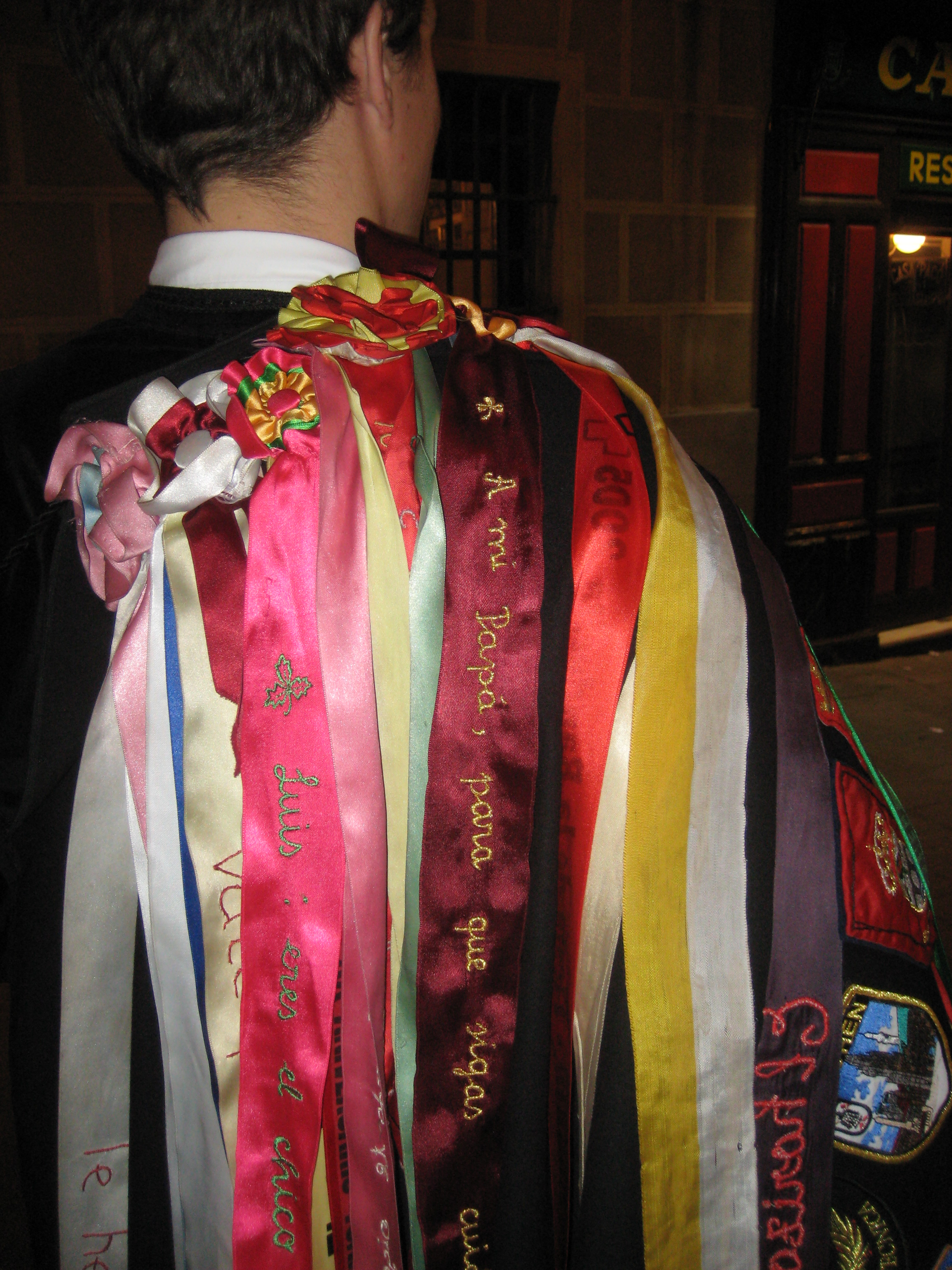
Vista trasera de una capa de tuno.

## Cintas
En la espalda se fijan en rosetones las denominadas cintas de tuna o tuno recibidas como regalo y dedicatoria por parte de alguna dama que quiere dejar un recuerdo suyo en agradecimiento por algún hecho que deba ser recordado.
Los mensajes o motivos de la cinta, antiguamente se bordaban, dado que era mucha la costumbre de bordar la que se daba entre las mujeres, bien a mano bien con las modernas máquinas, pero actualmente empiezan a verse dibujadas a mano, o realizadas en maquinaria industrial bien con tinta bien con bordados.
Con la pérdida del arte del bordado a mano entre las mujeres, esta tradicional costumbre ha ido mermando, aunque cada vez son más mujeres las que recurren a los servicios profesionales de bordado o estampación para hacer estas cintas, que igualmente se reciben por parte de los tunos con el mismo cariño que si hubiera sido bordada a mano con el tiempo y la dedicación con la que siempre se habían realizado.
También se ha iniciado la costumbre de regalar cintas para las capas de los tunos en algunos actos en los que participan (bodas, y otros eventos), aunque sin lugar a dudas, son las cintas regaladas por las mujeres las que siguen siendo las que todo tuno desea lucir en honor a la mujer que se la dio.

## Rosetones
Especie de flores de tela en las cuales se fijan las cintas.

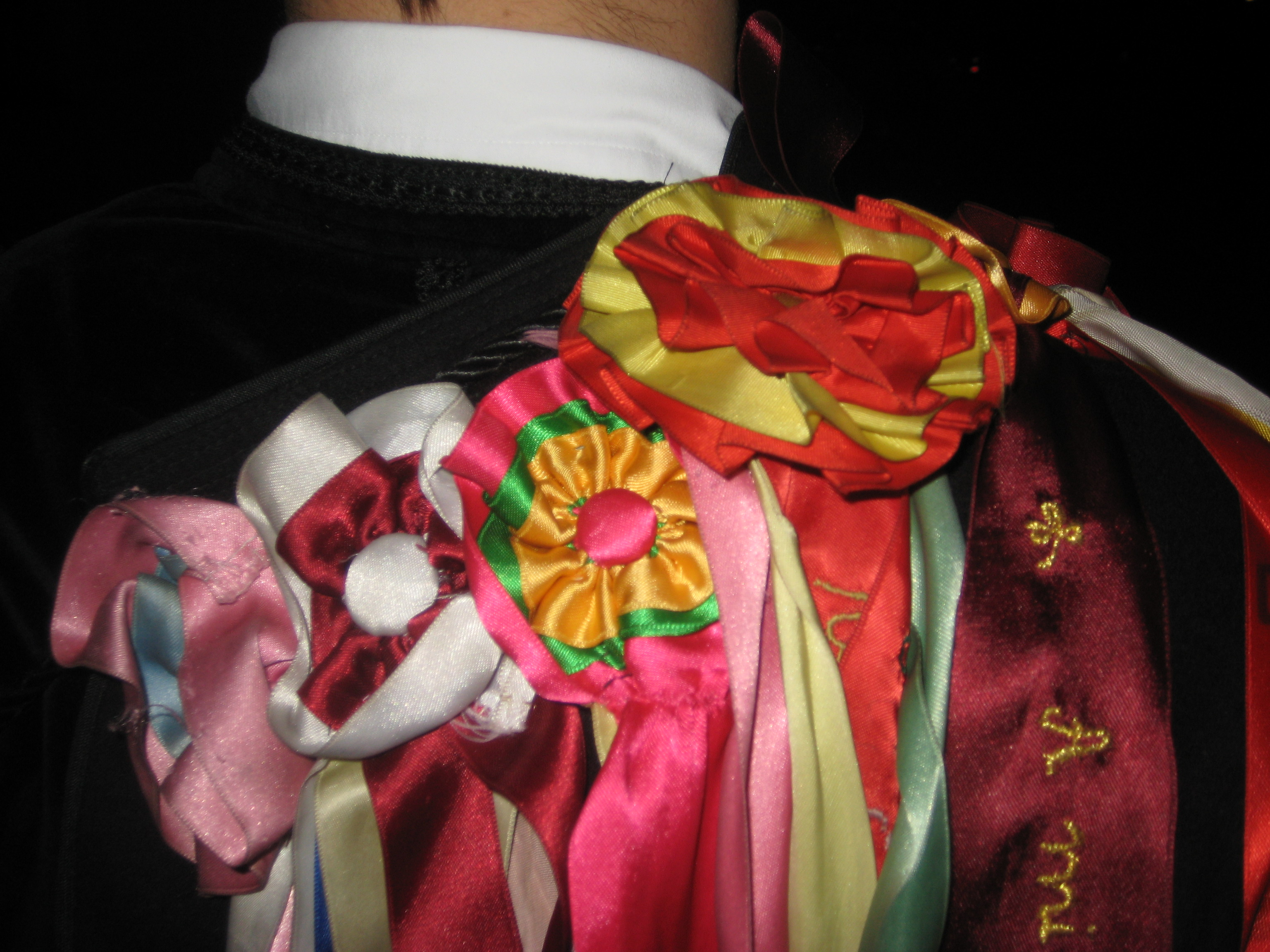
Rosetones.

## Escudos
En la parte delantera se lucen los escudos de los lugares visitados con la tuna.